# Ојха
Ојха је уобичајен црногорски и српски емоционални израз и уметница који се користи у Црној Гори. Често се користи током прослава као што су венчања или традиционални плес. Уско је везан за црногорску културу и етногенезу Црногораца, често коришћен у песмама о земљи или њеним људима, као и темама које се тичу Црногораца, користи се за преношење узбуђења или ироничног подсмеха.